# Eleccions legislatives georgianes de 2004
Les eleccions legislatives georgianes de 2004 foren dutes a terme el 28 de març de 2004 per a renovar els 150 membres del Parlament de Geòrgia, després de les manifestacions i protestes populars coneguts com a Revolució Rosada que provocaren l'anul·lació de les eleccions legislatives de novembre de 2003, que es creu que foren manipulades per l'expresident, Eduard Xevardnadze, la dimissió de Xevardnadze i l'elecció del president Mikheil Sakaixvili el gener de 2004.
EL Moviment Nacional-Demòcrates fou el partit més votat i Zurab Zhvania fou nomenat primer ministre de Geòrgia fins a la seva mort el 2005, quan fou substituït per Giorgi Baramidze. Dels 20 partits que participaren en les eleccions, només el NMD i el bloc d'oposició de dreta va obtenir més del 7% dels vots, el llindar necessari per a obtenir representació.

## Resultats
Resum dels resultats de les eleccions al Parlament de Geòrgia (Sakartvelos Parlamenti) de 28 de març de 2004
| Partits i aliances | Vots      | %    | Escons |
| --- | --------- | ---- | ------ |
| Moviment Nacional-Demòcrates (Nats'ionaluri Modzraoba – Demokratebi, ერთიანი ნაციონალური მოძრაობა) | 1,027,070 | 67.0 | 135    |
| Oposició Dretana (Memarjvene Opozits'ia, მემარჯვენე ოპოზიცია) - Nova Dreta (Akhali Memarjveneebi, ახალი მემარჯვენეები) - Indústria salvarà Geòrgia (Mretsveloba Gadaarchens Sak'art'velos, მრეწველობა გადაარჩენს საქართველოს)) | 116,282   | 7.6  | 15     |
| Unió Democràtica pel Reviscolament (Demokratiuli Aghordzinebis Kavshiri, დემოკრატიული აღორძინების პავშირი) |           | 6.0  | -      |
| Partit Laborista Georgià (Sakartvelos Leiboristuli Partia, საქართველოს ლეიბორისტული პარტია) |           | 5.8  | -      |
| Moviment Llibertat (Tavisupleba, თავისუფლება) |           | 4.2  | -      |
| Aliança Democràtica Nacional (Erovnul Demokratiuli Aliansi) - Partit Nacional Democràtic (Erovnul Demokratiuli Partia) - Unió de Tradicionalistes Georgians (ქართველ ტრადიციონალისტთა კავშირი)                                 |           | 2.5  | -      |
| Jumber Patiashvili - Unitat - Unitat (Ertoba) - Lliga d'Intel·lectuals de Geòrgia |           | 2.4  | -      |
| Membres elegits en constituències (Novembre 2003) |           |      | 75     |
| membres representants als desplaçats d'Abkhàzia |           |      | 10     |
| Total | 1,518,751 |      | 235    |
| Font: OSCE i Civil.ge. |           |      |        |